# Józef Lankosz
Józef Lankosz (ur. 13 sierpnia 1907, zm. 8 sierpnia 1986 w Zakopanem) – polski narciarz, lekarz.

## Kariera
W Mistrzostwach Polski Młodzików 1921 zdobył srebrny medal w biegach i w skokach. Reprezentował wówczas SN PTT Zakopane. W następnych latach występował w konkurencjach seniorów II klasy. W 1922 i 1923 wygrał zawody skoków w Jaworzynce, zaś w 1926 był trzeci. Tymczasem w grudniu 1925 zajął trzecie miejsce w zorganizowanych przez jego klub zawodach biegowych.
Następnie, startując już w I klasie, podczas zawodów na Wielkiej Krokwi uplasował się na czwartej pozycji, skacząc na 27,5 m. 24 stycznia 1926 w klubowych zawodach na tej samej skoczni był drugi, a jego próby zmierzono na 33 m i 31 m. 21 lutego tamtego roku odbyły się kolejne zawody skoków w Jaworzynce, deszczowe, które zwyciężył, przed Żytkowiczem i Motyką, oddając skoki na odległość 20 m i 26 m. W zawodach biegowych Mistrzostw Polski był dwunasty, w skokach II klasy był trzeci. W ogólnej klasyfikacji MP uplasował się na trzynastym miejscu. Później wygrał w skokach II klasy na zawodach wojskowych, skacząc na 24 m i 32,5 m.
W 1927 pobił rekord Wielkiej Krokwi, skacząc tam 49 m – wynik ten pozostał najlepszym do następnej przebudowy obiektu. Rok później Lankosz przeniósł się do Jaremcza i zaczął studiować na Uniwersytecie Lwowskim. W latach 1933–1935 zdobywał tytuły akademickiego mistrza Polski. Zdobył również Mistrzostwo Rumunii w zjeździe, dobrze wykorzystując muldę przed metą.
Zakończył karierę niedługo przed wybuchem II wojny światowej i został lekarzem. Po wojnie zamieszkał w Nowym Sączu.. Odznaczony Złotym Krzyżem Zasługi, odznaką „Zasłużony Działacz Kultury Fizycznej” (1969).
Pochowany na Cmentarzu Parafii Najświętszej Rodziny w Zakopanem.